# 망각 속을 흐르는 강
《망각 속을 흐르는 강》은 1986년 9월 21일에 MBC TV에서 방영되었던 베스트셀러극장이다.

## 출연
- 김용건
- 김수일
- 김기일
- 박영태
- 임문수
- 오미연
- 김찬구
- 김호연
- 김기범
- 이백
- 윤석오
- 문시경
- 서갑숙
- 노경주
- 정한헌
- 이정훈
- 윤철형
- 이창환
- 김영수
- 이은철
- 이승현
- 정진화
- 윤선민
- 최정화
- 원연규